# Courts mais gay

Courts mais gay est une collection de courts métrages dont la thématique principale est basée sur les rapports homosexuels et lesbiens (voir aussi Courts mais lesbien). Cette collection est composée de 13 tomes contenant chacun de 6 à 9 courts métrages d'origine internationale : France, Espagne, Allemagne, Belgique, Suisse, Norvège, Irlande, Australie, États-Unis, Grèce, Luxembourg, Royaume-Uni...
Cette collection, réalisée par Antiprod, est apparue en 2001 et s'est arrêtée en 2007

## Volume 1

### Court métrageno1: Aniel
- Titre : Aniel
- Réalisation : François Roux
  -  France
- Résumé : Un jeune homme étranger arrive dans une usine en remplacement d'un ouvrier. Très vite, le mystère qui l'entoure, son charme, sa désinvolture, son apparente maladresse, vont cristalliser sur lui le désir et la haine.

### Court métrageno2: Emma & Louise
- Titre : Emma & Louise
- Réalisation : Frédérique Joux
  -  France
- Résumé : Film d'animation. Deux filles se rencontrent dans une discothèque et finissent la nuit ensemble.

### Court métrageno3: Je vois déjà le titre
- Titre : Je vois déjà le titre
- Réalisation : Martial Fougeron
  -  France
- Résumé : La vie de son père, celle de sa mère. Les vies de son amant, des garçons de réseaux. Les chansons de Shirley Bassey. Paulo mélange sa vie à celle des autres et s’y perd.

### Court métrageno4: Mon copain Rachid
- Titre : Mon copain Rachid
- Réalisation : Philippe Barassat
  -  France
- Résumé : Éric un enfant européen dit « Mon copain Rachid, il a une grosse b***. Moi pas. Moi, j'avais un tout petit zizi. »

Éric (Jonathan Reyes) et Rachid sont tous les deux des enfants. Il s’agit d’un film qui se passe entre deux enfants, Rachid et Éric. Éric est fasciné par la b*** de Rachid, car la b*** de Rachid est grosse. Eric est fasciné par les grosses b***.
Rachid demande de l’argent à Éric, qui n’en a pas. C'est normal, enfant, on n'a pas d'argent. Sa mère refuse de lui en donner plus, car elle ne sait pas. Ce film traite du rapport entre deux enfants dont l'un se considère anormal du fait de la plus petite dimension de son pénis. Rachid est beaucoup plus « terre à terre », « matérialiste » et intéressé : « Donne-moi de l'argent et tu la verras, tu la toucheras si tu veux, on n'est pas des pédés à se la montrer gratuitement... » Un drame psychologique pour Éric qui s'en échappe en se séparant de son copain Rachid. Il (Mathieu Demy) se marie, etc.

### Court métrageno5: L’abandon
- Titre : L’abandon
- Réalisation : Didier Seynave
  -  France
- Résumé : Dans une chambre d'étudiant, deux garçons viennent de faire l'amour. Leur bonheur s'achève lorsqu'ils prennent conscience d'un oubli. La discussion s'engage.

### Court métrageno6: Ô trouble
- Titre : Ô trouble
- Réalisation : Sylvia Calle
  -  France
- Résumé : Inès partage son appartement avec Laura. Tout irait pour le mieux si la première n'était pas tombée amoureuse de la deuxième.

### Court métrageno7: La vie des autres
- Titre : La vie des autres
- Réalisation : Gabriel de Monteynard
  -  France
- Résumé : Philippe filme les gens dans les espaces publics. L’observation tourne à l’obsession lorsqu’un couple emménage en face de chez lui, et sème le trouble dans son identité sexuelle.

### Court métrageno8: Paulo et son frère
- Titre : Paulo et son frère
- Réalisation : Jean-Philippe Labadie
  -  France
- Résumé : Paulo et son frère, tous deux sourds-muets, allongés sur leur lit d’enfance, se souviennent.

## Volume 2

### Court métrageno9: Back Room
- Titre : Back Room
- Réalisation : Guillem Morales
  -  Espagne
- Résumé : Désespoir et convoitise se réunissent dans la Back Room, où un jeune homme découvre les plaisirs charnels et croit ainsi connaître l'Amour.

### Court métrageno10: L’embellie
- Titre : L’embellie